# Weight of the World (Ringo Starr)
Weight of the World è una canzone scritta da Brian O'Doherty e Fred Velez, ed interpretata da Ringo Starr. È stata pubblicata sull'album Time Takes Time, e come singolo nel 1992. Il singolo è arrivato alla settanquattresima posizione delle classifiche pop del Regno Unito e nella quarantatreesima in quelle rock. In Germania è arrivata al cinquantunesimo posto, in Canada al sessantatreesimo, in Svezia trentasettesimo ed in Svizzera ventunesimo. È stato pubblicato il 28 aprile 1992 negli USA ed il 18 maggio nell'UK. Ringo Starr ha affermato che il brano per lui significa la sua uscita dalla nebbia: infatti gli unici suoi album da solista del decennio precedente erano stati Stop and Smell the Roses del 1981, considerato il peggior disco dell'anno dal New Musical Express, e Old Wave del 1983, che non era stato nemmeno pubblicato nel Regno Unito o negli USA; inoltre, per curarsi dall'alcolismo, nel 1988, si era ricoverato assieme alla moglie Barbara Bach. Guarì l'anno seguente, e fece partire i tours e gli album live con la All-Starr Band.

## Tracce singolo

### Vinile
Lato A
1. Weight of the World - 3:54

Lato B
1. After All These Years - 3:10

### CD
1. Weight of the World - 3:54
2. After All These Years - 3:10
3. Don't Be Cruel - 2:08[1]

## Formazione
- Ringo Starr: voce, batteria, percussioni
- Mark Goldenberg: chitarra
- James Hutchinson: basso elettrico
- Benmant Tench: tastiere
- Andy Sturmer: cori
- Roger Manning: cori